# Willi Koslowski
Willi Koslowski (Gelsenkirchen-Buer, 1937. február 17. – 2024. július 11.) nyugatnémet válogatott német labdarúgó, csatár.

## Pályafutása

### Klubcsapatban
A BV Buer 07 csapatában kezdte a labdarúgást, majd a Schalke 04 korosztályos csapatában folytatta, ahol 1955-ben mutatkozott be az első csapatban. Az 1957–58-as idényben bajnoki címet nyert az együttessel. A Schalkéban 205 bajnoki mérkőzésen 65 gólt szerzett. 1965-ben a Rot-Weiß Essen csapatához szerződött. Két idény után az Eintracht Gelsenkirchen labdarúgója lett, ahol négy szezonon át játszott. 1971-ben az Eintracht Duisburg játékosa volt. 1974-ben a Concordia Bochum labdarúgójaként vonult vissza az aktív labdarúgástól.

### A válogatottban
Kétszeres U18-as és U23-as válogatott volt, utóbbiban két gól szerzett. 1958-ban egy alkalommal szerepelt a B-válogatottban. 1962-ben három alkalommal szerepelt a nyugatnémet válogatottban és egy gólt szerzett. Részt vett az 1962-es chilei világbajnokságon a csapattal.

## Sikerei, díjai
Schalke 04
- Nyugatnémet bajnokság
  - bajnok: 1957–58